# Ултра напушен агент
„Ултра напушен агент“ (на английски: American Ultra) е американско-швейцарски филм от 2015 година, екшън комедия на режисьора Нима Нуризаде по сценарий на Макс Ландис.
В центъра на сюжета е безделник от малко градче, който без да знае е обучен за агент на разузнаването и е въвлечен в опасни ситуации. Главните роли се изпълняват от Джеси Айзенбърг, Кристен Стюарт, Тофър Грейс, Кони Бритън.